# Trang viên ở Pławnica

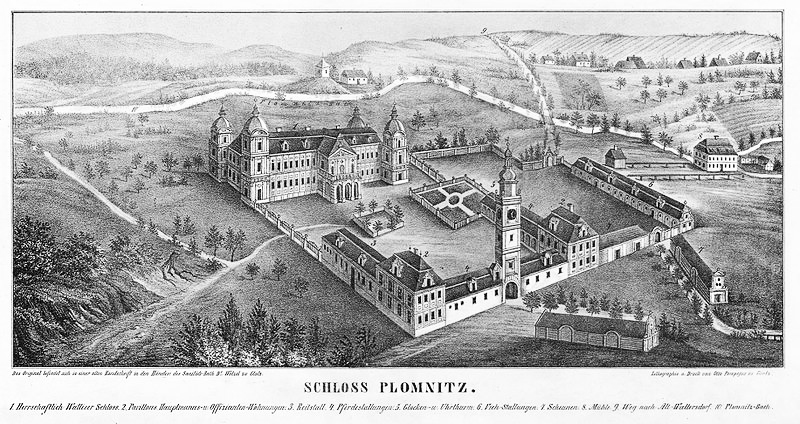
Trang viên ở Pławnica năm 1737

Trang viên ở Pławnica (tiếng Ba Lan: Dwór w Pławnicy) là một trang viên lâu đời được Bá tước Georg Olivier von Wallis xây dựng vào nửa đầu thế kỷ 18 tại Ba Lan. Trang viên tọa lạc ở ngôi làng Pławnica, tỉnh Dolnośląskie, Ba Lan. Hiện nay, toàn bộ kiến trúc của khu phức hợp không còn tồn tại. Chỉ có khu nhà phụ của trang viên được bảo tồn. Trang viên có tên trong sổ đăng ký di tích.

## Lịch sử hình thành
Sau năm 1815, trang viên rơi vào tình trạng đổ nát và sau đó bị phá huỷ hoàn toàn. Chỉ có tòa nhà phụ và một số trang trại xung quanh vẫn còn tồn tại cho đến ngày nay. Hiện tại, khu bất động sản này thuộc sở hữu tư nhân và được trưng dụng như một tòa nhà dân cư. Theo quyết định của Ban bảo tồn di tích tỉnh ngày 22 tháng 12 năm 1971, tòa nhà phụ được đưa vào danh sách di tích.

## Kiến trúc
Đây là một tòa nhà hai tầng bằng gạch, được xây dựng trên một mặt phẳng hình vuông, có mái mansard (các mặt của mái nhà đối xứng các bên). Phong cách thiết kế của tòa nhà chịu ảnh hưởng từ các dinh thự La Mã cổ đại. Phía Nam và phía Tây tòa nhà là các trang trại.